# Parapercis aurantiaca
Parapercis aurantiaca és una espècie de peix de la família dels pingüipèdids i de l'ordre dels perciformes. És un peix marí, demersal i de clima subtropical, el qual viu al Pacífic nord-occidental: les àrees sublitorals de fons sorrencs i fangosos del Japó, Corea del Sud, la Xina i Taiwan.
Mesura 17 cm de llargària màxima.
El seu nivell tròfic és de 3,43.
És inofensiu per als humans.